# Venerando de Freitas Borges
Venerando de Freitas Borges (Anápolis, 22 de julho de 1907 — Goiânia, 16 de janeiro de 1994) foi um político, jornalista e escritor brasileiro, sendo o primeiro prefeito da atual capital de Goiás, Goiânia.

## Biografia
Nascido em Anápolis, iniciou seus estudos num seminário na antiga cidade de Campinas. Anos depois, foi para São Paulo, onde fez um curso de contador no Liceu Coração de Jesus. Após isso, foi à Cidade de Goiás, onde foi professor.
Em 1930, iniciou sua carreira no jornalismo, escrevendo crônicas para vários jornais da cidade, até que Pedro Ludovico Teixeira o nomeou como primeiro prefeito de Goiânia, a nova capital do estado de Goiás que surgia na época.
Além do cargo de prefeito, Venerando foi Secretário Estadual da Fazenda, foi eleito prefeito de Goiânia por eleições diretas em 1950, deputado estadual e mais tarde, foi nomeado Conselheiro e Presidente do Tribunal de Contas do Estado. Após isso, aposentou-se.Venerando de Freitas Borges foi sepultado no Cemitério Santana, após sua morte em 16 de janeiro de 1994.

## Carreira no futebol
Apesar do cargo político, Venerando apitava os principais jogos da capital (Goiânia) no final da década de 30, antes da profissionalização da função de árbitro de futebol.

### Jogos
| 31 de julho de 1938 | Atlético Goianiense | 0–1    | Corintians Goiano | Campo do Atlético, Goiânia    |
|                     |                     | Súmula |                   | Árbitro: Venerando de Freitas |

| 28 de agosto de 1938 | Atlético Goianiense | 1–1    | Corintians Goiano | Campo do Atlético, Goiânia    |
|                      | Batistinha          | Súmula | Lázaro            | Árbitro: Venerando de Freitas |

| 11 de dezembro de 1938 | Corintians Goiano | 4–1    | Atlético Goianiense | Campo Avenida Paranaíba, Goiânia |
|                        |                   | Súmula |                     | Árbitro: Venerando de Freitas    |

| 18 de dezembro de 1938 | Atlético Goianiense | 1–0    | Corintians Goiano | Campo do Atlético, Goiânia    |
|                        | Tonho               | Súmula |                   | Árbitro: Venerando de Freitas |

| 16 de novembro de 1939 | Goiânia | 1–1    | América-MO | Campo Avenida Paranaíba, Goiânia |
|                        |         | Súmula |            | Árbitro: Venerando de Freitas    |

| 17 de dezembro de 1939 | CE Operário | 2–2    | União Operária | Campo Avenida Paranaíba, Goiânia |
|                        |             | Súmula |                | Árbitro: Venerando de Freitas    |

## Obras
- 1981: Dobras do Tempo[1]
- 1986: Samburá[1]